# 都島駅

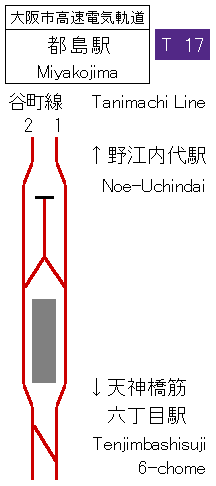
配線図

都島駅（みやこじまえき）は、大阪府大阪市都島区都島本通三丁目にある、大阪市高速電気軌道 (Osaka Metro) 谷町線の駅。駅番号はT17。

## 概要
都島区のほぼ中央部に位置しており、駅周辺は商店街や医療センターがあることから賑やかである。多くのバスが発着しており、Osaka Metroと大阪シティバスの要衝となる駅の一つである。また、かつては市電の都島車庫があった場所の付近に位置する。谷町線の一部の列車は当駅で折り返す。都島区内の駅では、乗降客数では、城東区・中央区の区境付近に位置する京橋駅に次ぐ2位となっていて、ラッシュ時にはかなり混雑する。

## 歴史
- 1974年（昭和49年）5月29日：谷町線東梅田 - 当駅間延伸時に開業。当初は終着駅であった。
- 1977年（昭和52年）4月6日：谷町線が当駅から守口まで延伸、中間駅となる。
- 2016年（平成28年）3月頃：軌道対向壁、その他の工事が完了。
- 2018年（平成30年）4月1日：大阪市交通局の民営化により、大阪市高速電気軌道 (Osaka Metro) の駅となる。
- 2025年（令和7年）7月26日：可動式ホーム柵の運用を開始[2]。

## 駅構造
島式ホーム1面2線の地下駅。大日方に折り返し線があり、平日のラッシュ時には文の里・喜連瓜破・八尾南方面行きの始発電車が発車していた。また、土曜・休日は1往復のみ当駅-八尾南間（朝は八尾南行き、夜は都島行き）で運行されていたが、2017年3月25日のダイヤ改正により、土曜休日の1列車を除く全ての列車が大日行または八尾南行となった。
当駅は、東梅田管区駅の所属である。
改札口は1か所のみ。地上への出入口は5か所で、東梅田寄りに1 - 4号出入口、大日寄りに5号出入口がある。詳細は外部リンク先を参照のこと。
当駅ホームの大日寄りには、他の駅では見られないタイプの古いタイプのゴミ箱が現存している。

### のりば
| 番線 | 路線   | 行先                       |
| ---- | ------ | -------------------------- |
| 1    | 谷町線 | 東梅田・天王寺・八尾南方面 |
| 2    | 谷町線 | 大日方面                   |

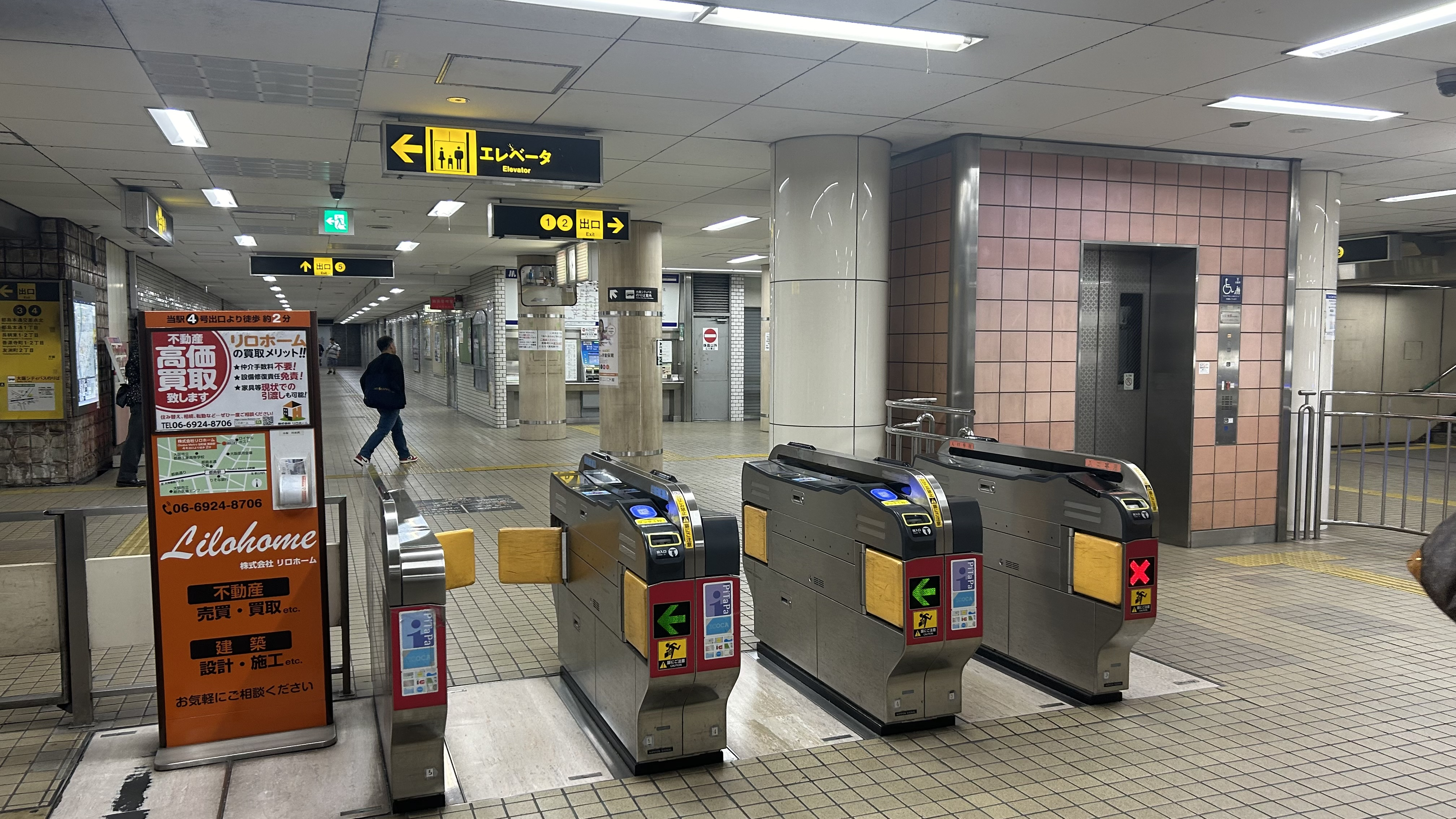
改札口
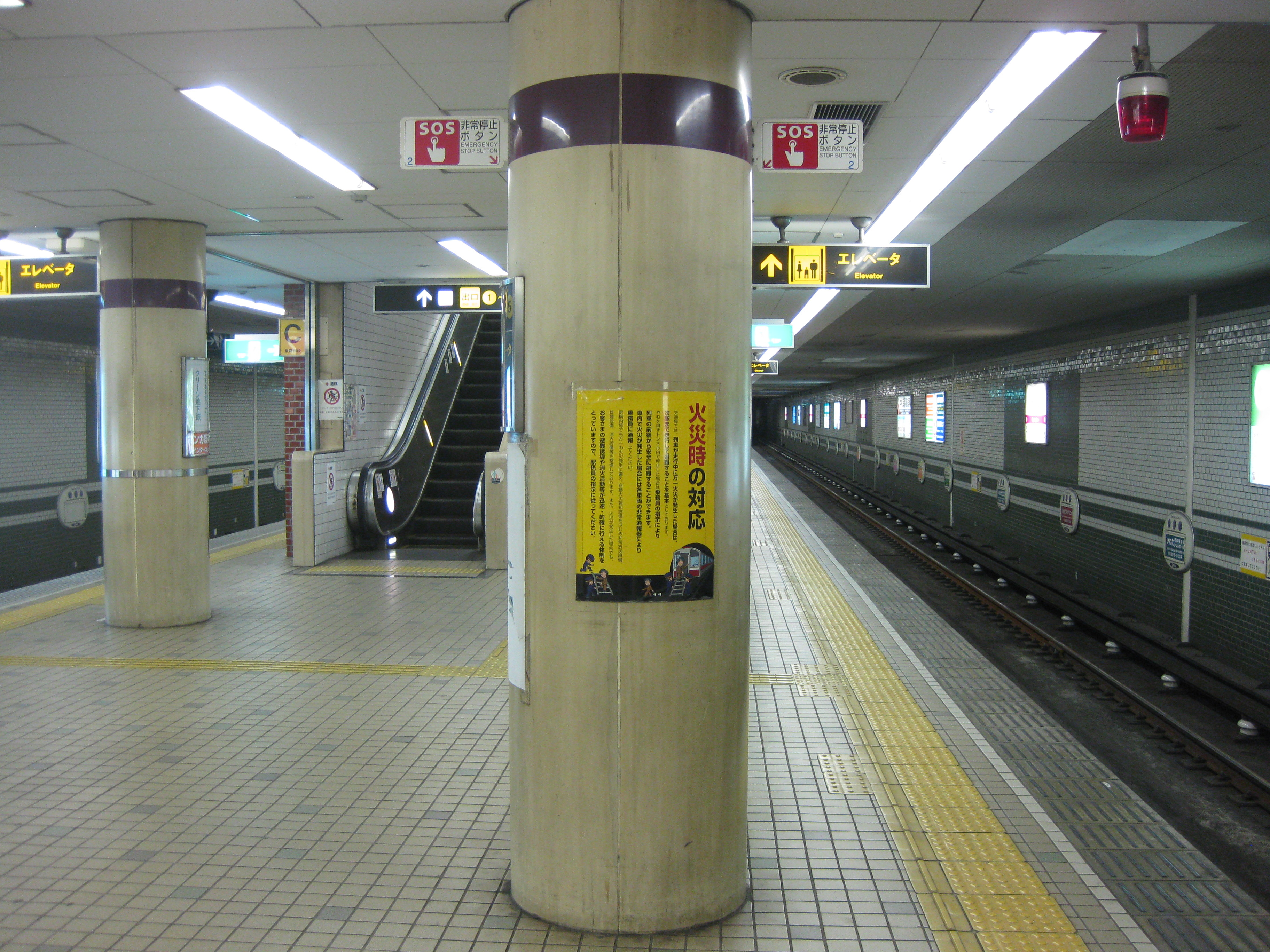
プラットホーム（軌道対向壁工事前、2012年5月）
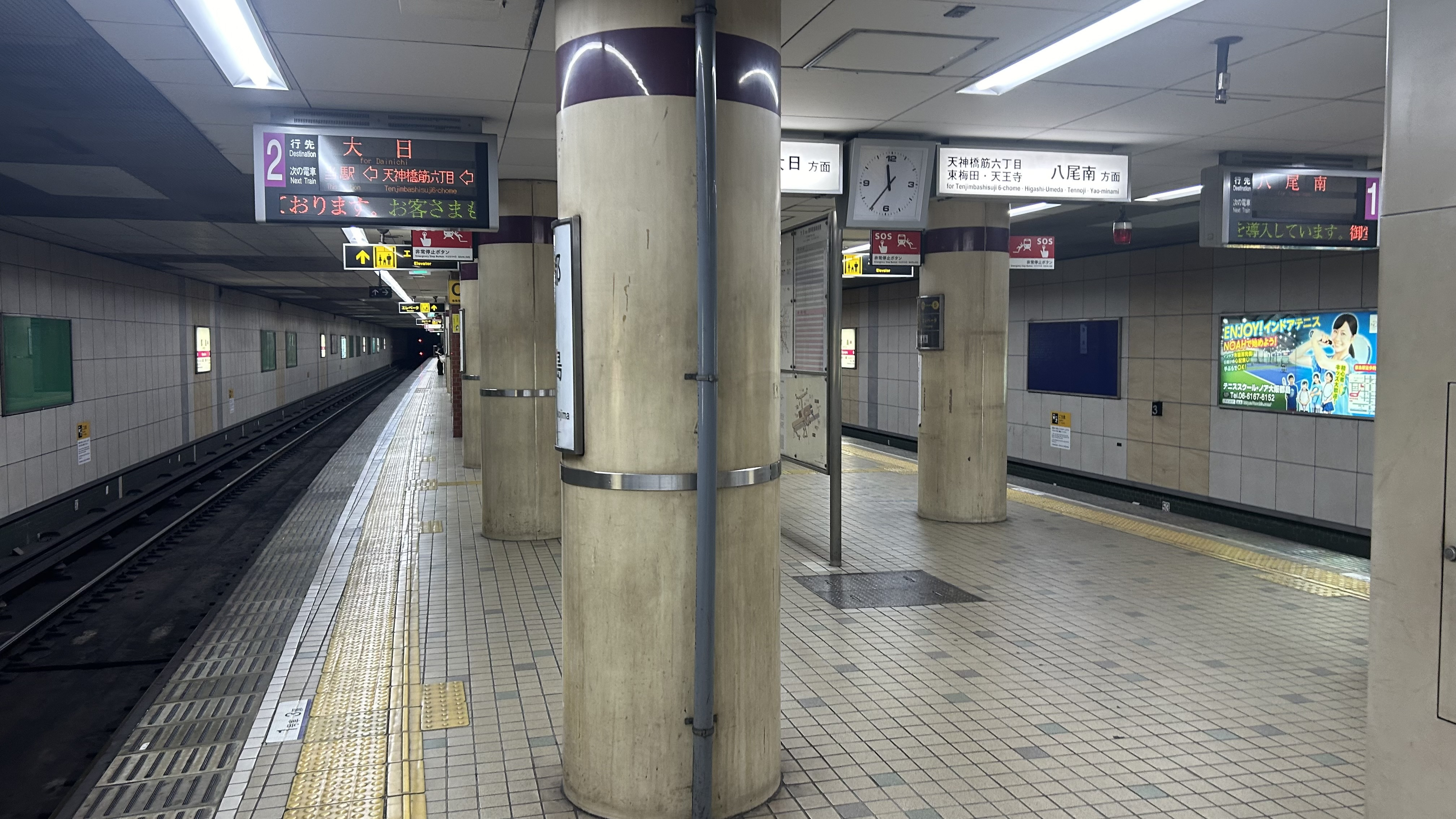
プラットホーム（軌道対向壁工事後、2024年5月）
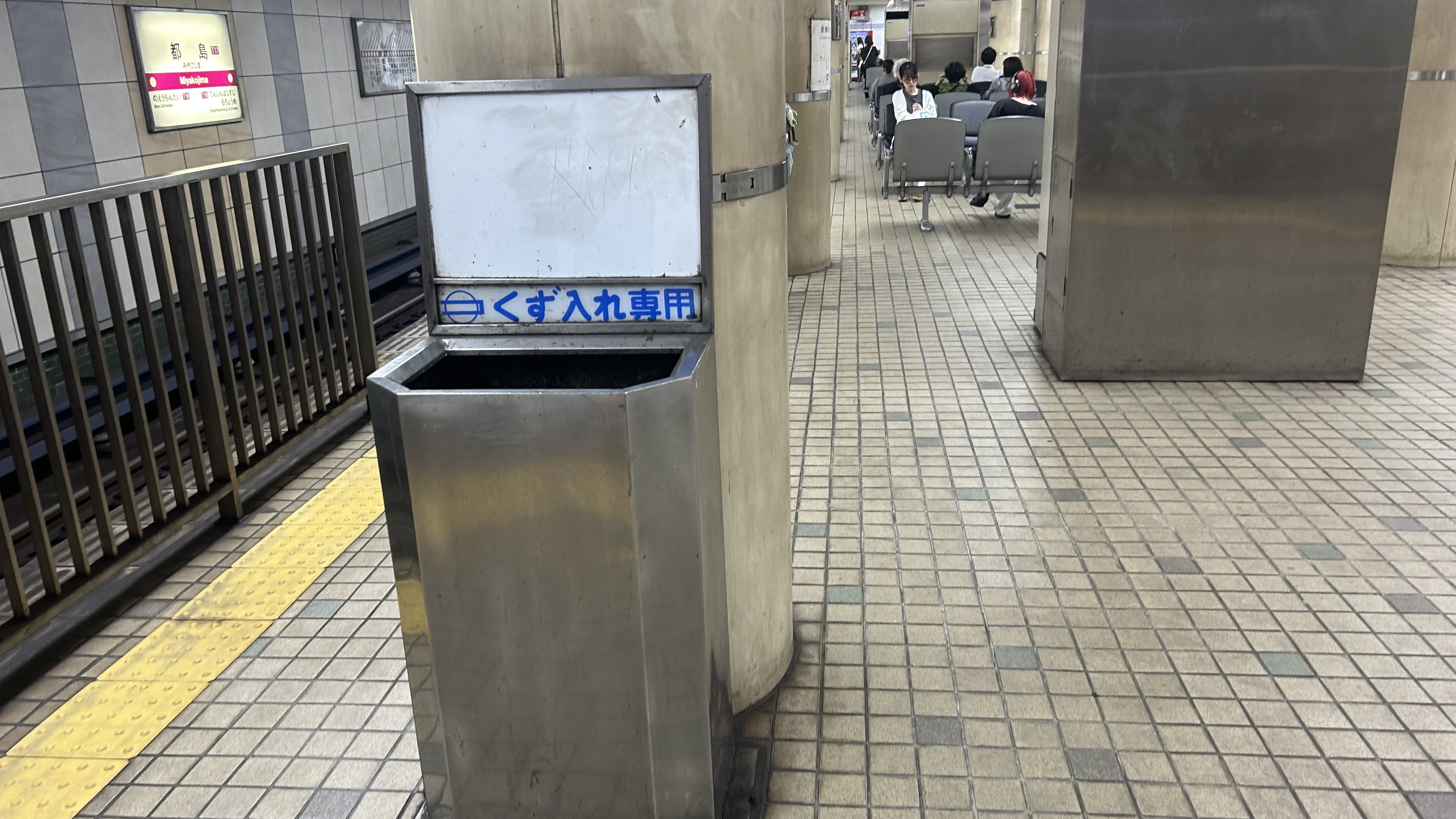
大日寄りホーム端にある古いタイプのゴミ箱
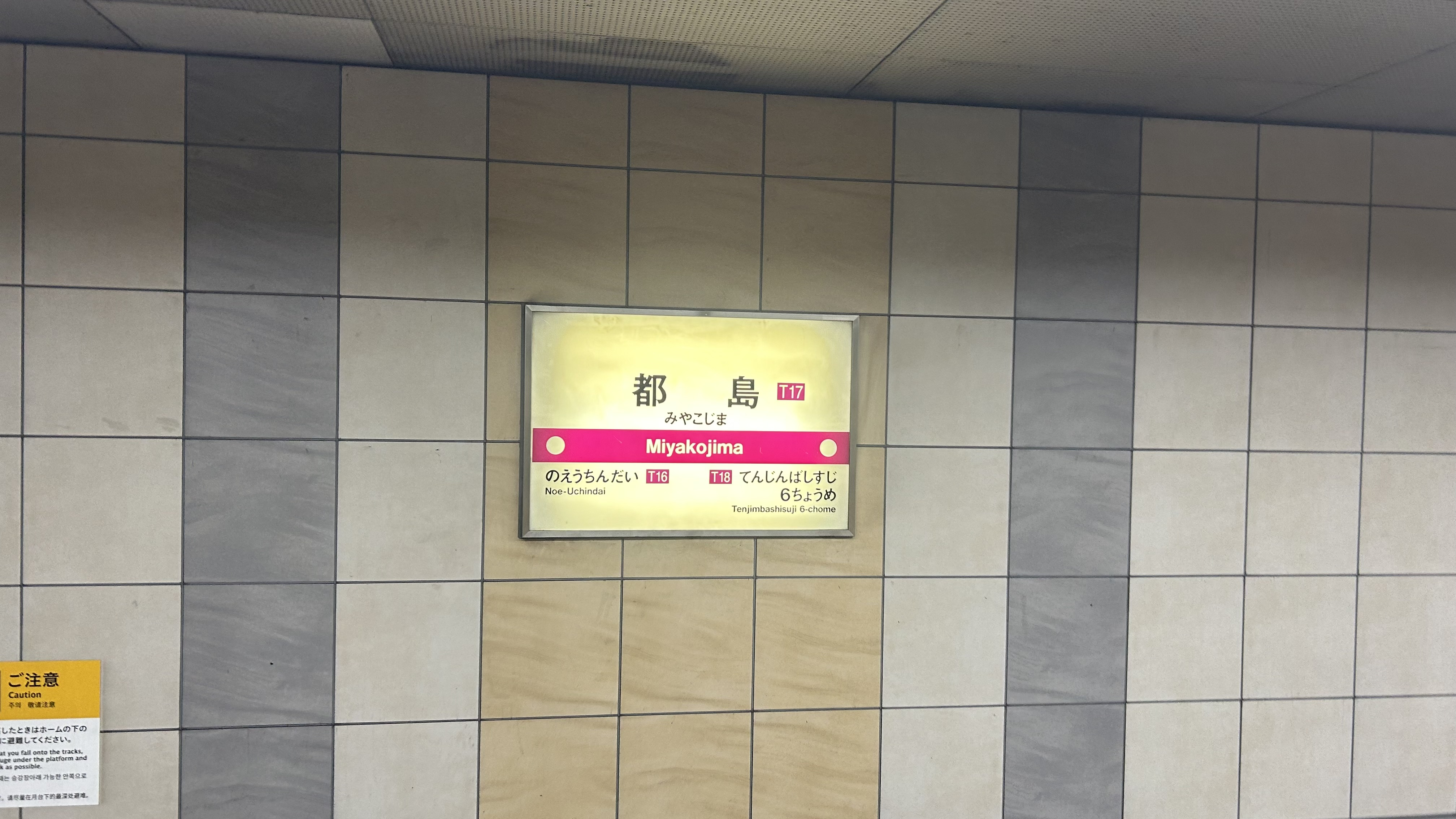
駅名標

### 出口
| 出口番号 | 出口周辺 | 備考             |
| -------- | --- | ---------------- |
| 1        | シティバスのりば |                  |
| 2        | 都島本通交差点西・市立総合医療センター・都島休日急病診療所 都島区保健福祉センター分館・市立都島スポーツセンター 市立都島勤労青少年ホーム |                  |
| 3        | | エレベーターあり |
| 4        | シティバスのりば・大阪市立都島工業高等学校 大阪市立都島第二工業高等学校                                                                  |                  |
| 5        | 都島警察署・都島郵便局・シティバスのりば                                                                                                 |                  |

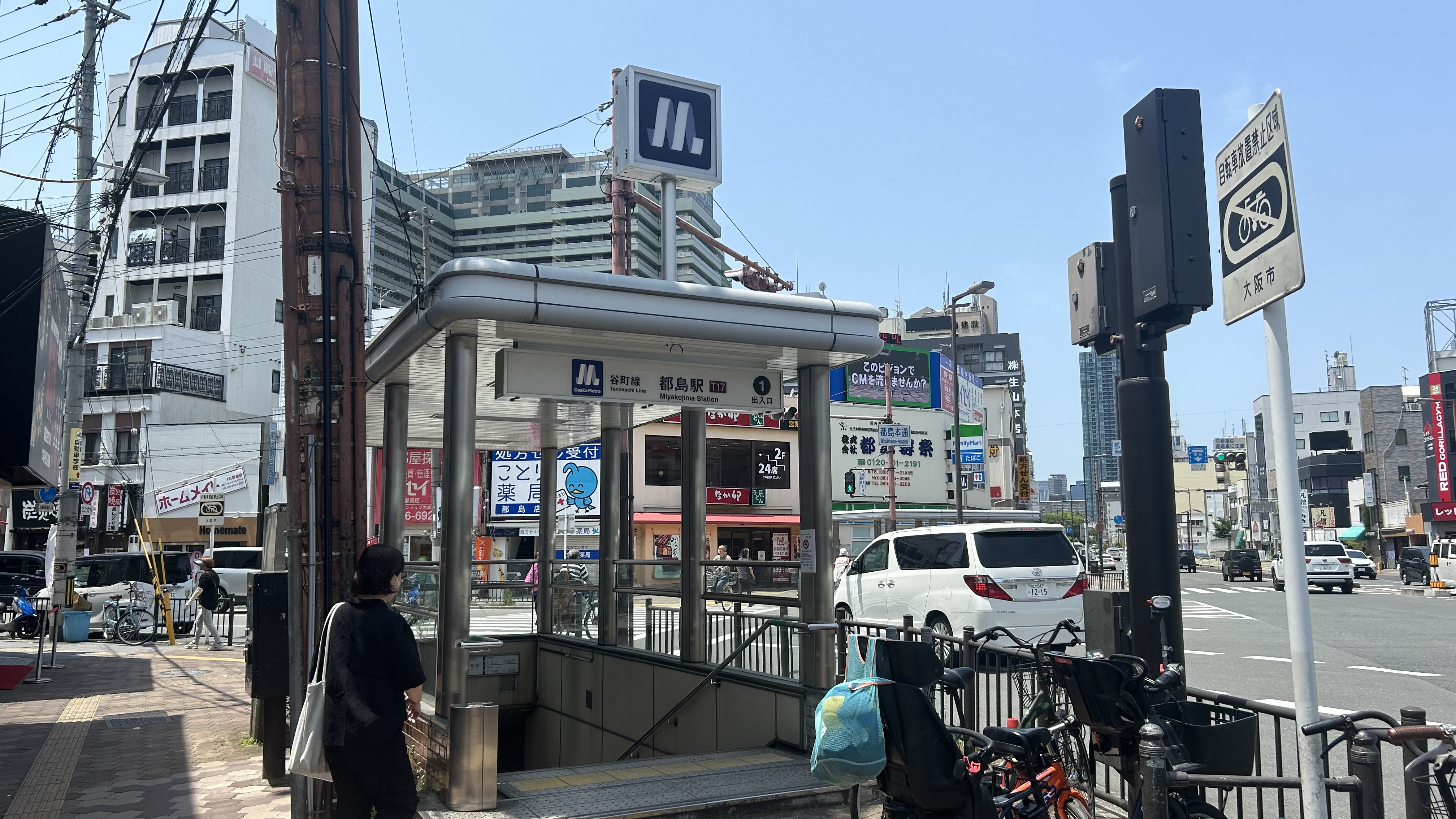
1号出入口（2024年5月）
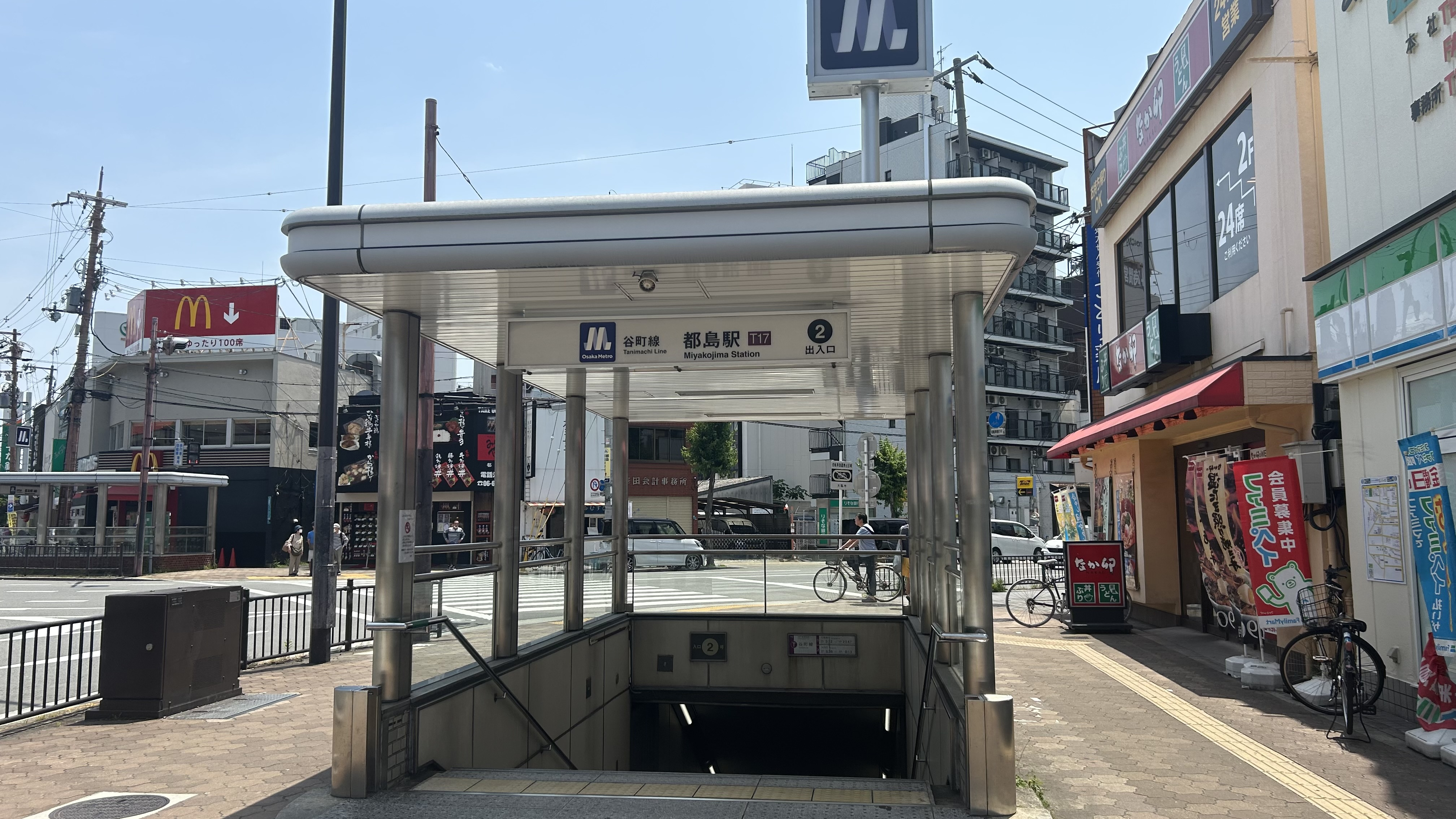
2号出入口（2024年5月）
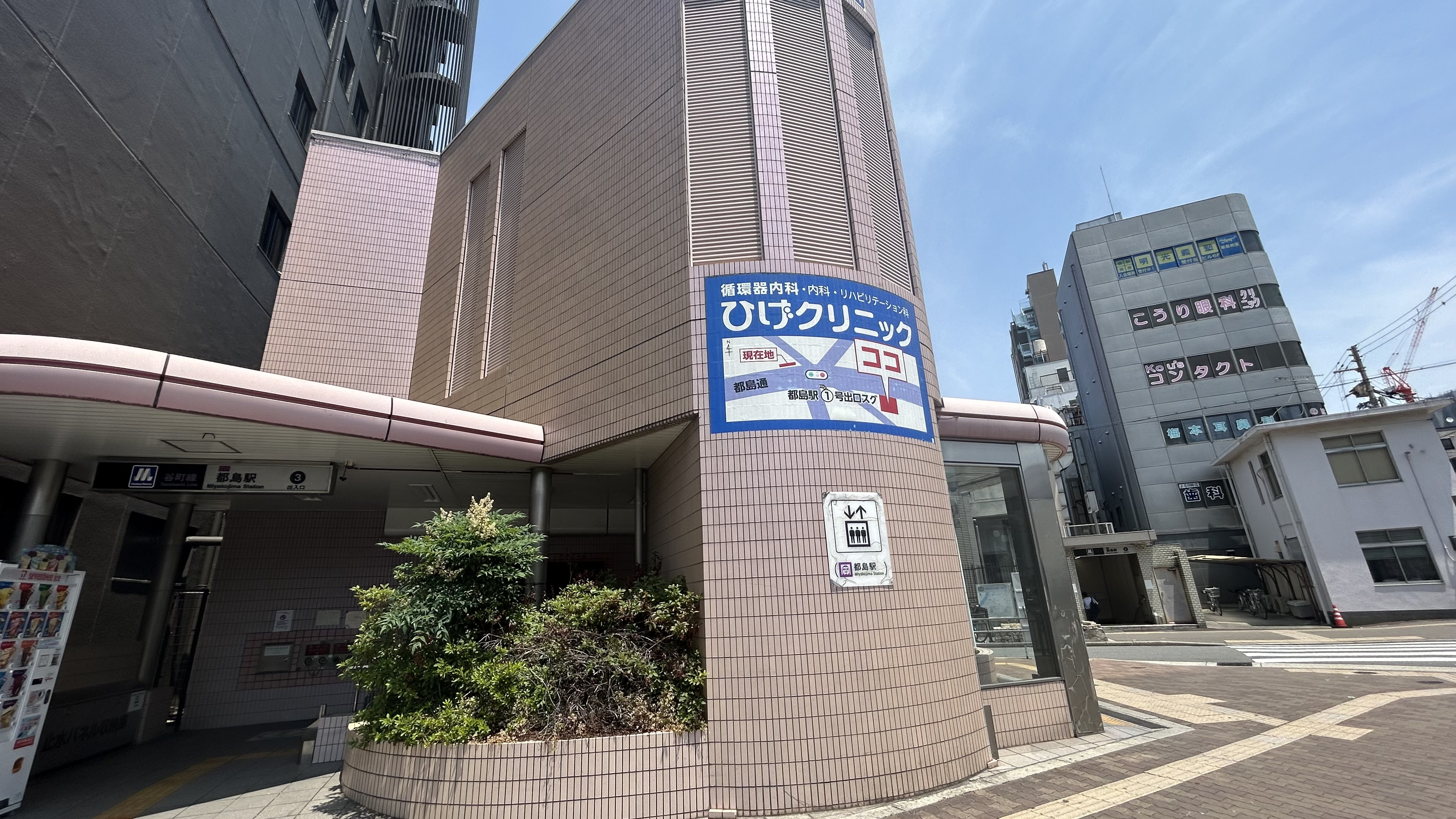
3号出入口（2024年5月）
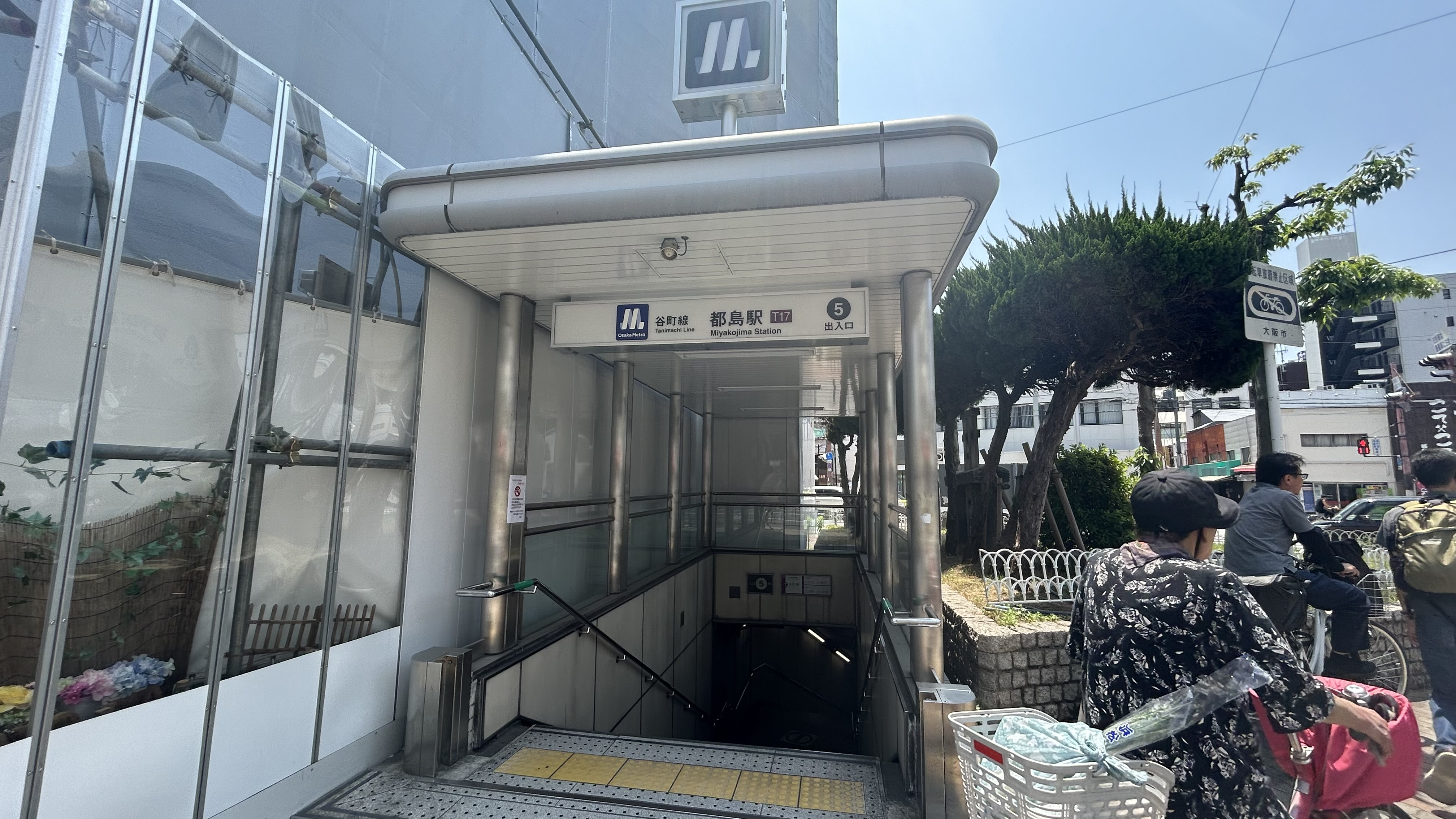
4号出入口（2024年5月）

## 利用状況
2024年11月12日の1日乗降人員は32,008人（乗車人員：16,233人、降車人員：15,775人）であり、谷町線の駅では26駅中8位。他路線との乗換のない谷町線の駅では最も多い数値である。
各年度の特定日における利用状況は下表の通りである。なお1995年度の調査については1996年に行われているが会計年度上1995年度となる。
| 年度               | 調査日   | 乗車人員 | 降車人員 | 乗降人員 | 出典          | 出典          |
| 年度               | 調査日   | 乗車人員 | 降車人員 | 乗降人員 | メトロ        | 大阪府        |
| ------------------ | -------- | -------- | -------- | -------- | ------------- | ------------- |
| 1975年（昭和50年） | 11月07日 | 11,037   | 10,253   | 21,290   |               | [ 大阪府 1 ]  |
| 1977年（昭和52年） | 11月18日 | 12,005   | 11,654   | 23,659   |               | [ 大阪府 2 ]  |
| 1981年（昭和56年） | 11月10日 | 13,984   | 13,529   | 27,513   |               | [ 大阪府 3 ]  |
| 1985年（昭和60年） | 11月12日 | 14,871   | 14,290   | 29,161   |               | [ 大阪府 4 ]  |
| 1987年（昭和62年） | 11月10日 | 15,002   | 14,446   | 29,448   |               | [ 大阪府 5 ]  |
| 1990年（平成02年） | 11月06日 | 15,572   | 15,018   | 30,590   |               | [ 大阪府 6 ]  |
| 1995年（平成07年） | 02月15日 | 15,425   | 15,531   | 30,956   |               | [ 大阪府 7 ]  |
| 1998年（平成10年） | 11月10日 | 15,083   | 14,965   | 29,778   |               | [ 大阪府 8 ]  |
| 2007年（平成19年） | 11月13日 | 16,106   | 15,364   | 31,470   |               | [ 大阪府 9 ]  |
| 2008年（平成20年） | 11月11日 | 16,225   | 15,567   | 31,792   |               | [ 大阪府 10 ] |
| 2009年（平成21年） | 11月10日 | 16,088   | 15,541   | 31,629   |               | [ 大阪府 11 ] |
| 2010年（平成22年） | 11月09日 | 16,162   | 15,521   | 31,683   |               | [ 大阪府 12 ] |
| 2011年（平成23年） | 11月08日 | 16,220   | 15,776   | 31,996   |               | [ 大阪府 13 ] |
| 2012年（平成24年） | 11月13日 | 16,728   | 16,237   | 32,965   |               | [ 大阪府 14 ] |
| 2013年（平成25年） | 11月19日 | 16,527   | 16,027   | 32,554   | [ メトロ 1 ]  | [ 大阪府 15 ] |
| 2014年（平成26年） | 11月11日 | 17,057   | 16,615   | 33,672   | [ メトロ 2 ]  | [ 大阪府 16 ] |
| 2015年（平成27年） | 11月17日 | 16,867   | 16,669   | 33,536   | [ メトロ 3 ]  | [ 大阪府 17 ] |
| 2016年（平成28年） | 11月08日 | 17,776   | 17,210   | 34,986   | [ メトロ 4 ]  | [ 大阪府 18 ] |
| 2017年（平成29年） | 11月14日 | 18,400   | 17,664   | 36,064   | [ メトロ 5 ]  | [ 大阪府 19 ] |
| 2018年（平成30年） | 11月13日 | 17,686   | 17,181   | 34,867   | [ メトロ 6 ]  | [ 大阪府 20 ] |
| 2019年（令和元年） | 11月12日 | 17,762   | 17,134   | 34,896   | [ メトロ 7 ]  | [ 大阪府 21 ] |
| 2020年（令和02年） | 11月10日 | 15,526   | 15,082   | 30,608   | [ メトロ 8 ]  | [ 大阪府 22 ] |
| 2021年（令和03年） | 11月16日 | 14,617   | 14,100   | 28,717   | [ メトロ 9 ]  | [ 大阪府 23 ] |
| 2022年（令和04年） | 11月15日 | 15,238   | 14,642   | 29,880   | [ メトロ 10 ] | [ 大阪府 24 ] |
| 2023年（令和05年） | 11月07日 | 16,210   | 15,755   | 31,965   | [ メトロ 11 ] | [ 大阪府 25 ] |
| 2024年（令和06年） | 11月12日 | 16,233   | 15,775   | 32,008   | [ メトロ 12 ] |               |

## 駅周辺

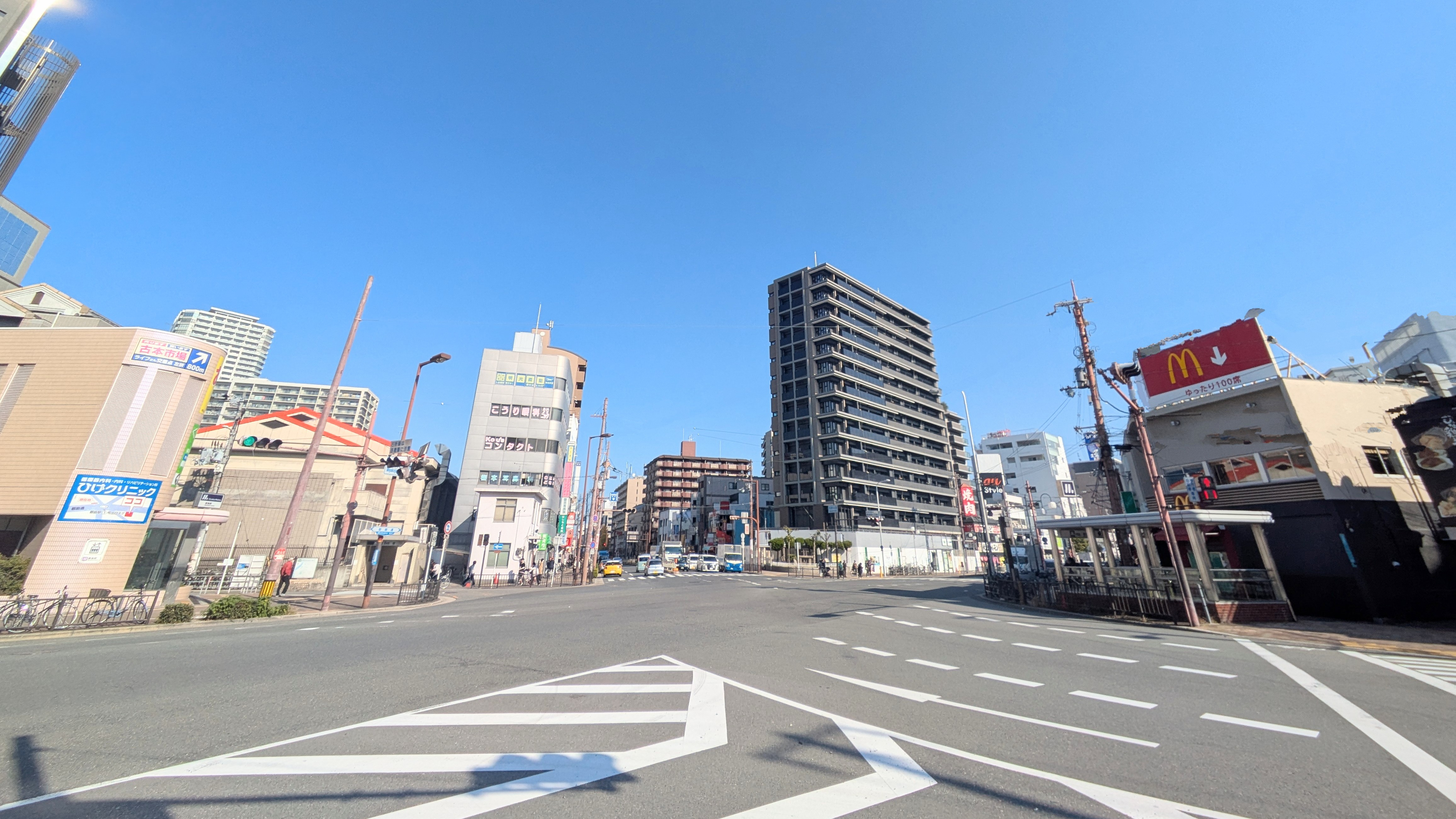
駅上の都島本通交差点

当駅周辺は都島区の中央部に位置しており、交通の要衝ということもあって賑わっている。当駅真上には、都島通と市道赤川天王寺線が交差しており、交通量は多い。交差点名は都島本通。都島本通の名称はかつて地上を走っていた大阪市電の電停名でもある。

### 公共施設
- JR大阪環状線桜ノ宮駅 - 徒歩700m
- 大阪市立総合医療センター
- 大阪市立都島スポーツセンター[5]
- 都島警察署
- 都島消防署
- 都島郵便局

### 商業施設
- ホテルユーナス
- ベルファ都島ショッピングセンター
- 桜通商店街
- グルメシティ都島本通店
- 関西スーパー善源寺店
- デイリーカナート都島店
- スーパーマルハチ都島店
- ライフ都島高倉店
- ビジョンメガネ都島店
- JOYFIT24都島、都島本通Plus+

### 金融機関
- りそな銀行都島支店
- 関西みらい銀行都島支店
- 大阪信用金庫都島支店

### その他
- 大阪市立都島中学校
- 大阪市立中野小学校
- 大阪府立都島工業高等学校、第二学校（夜間定時制）
- 大阪都島自動車学校
- 都島神社
- 母恩寺
- 心宗寺
- 大阪拘置所
- 都島公園
- ベルパークシティ
- セントプレイスシティ

## バス路線

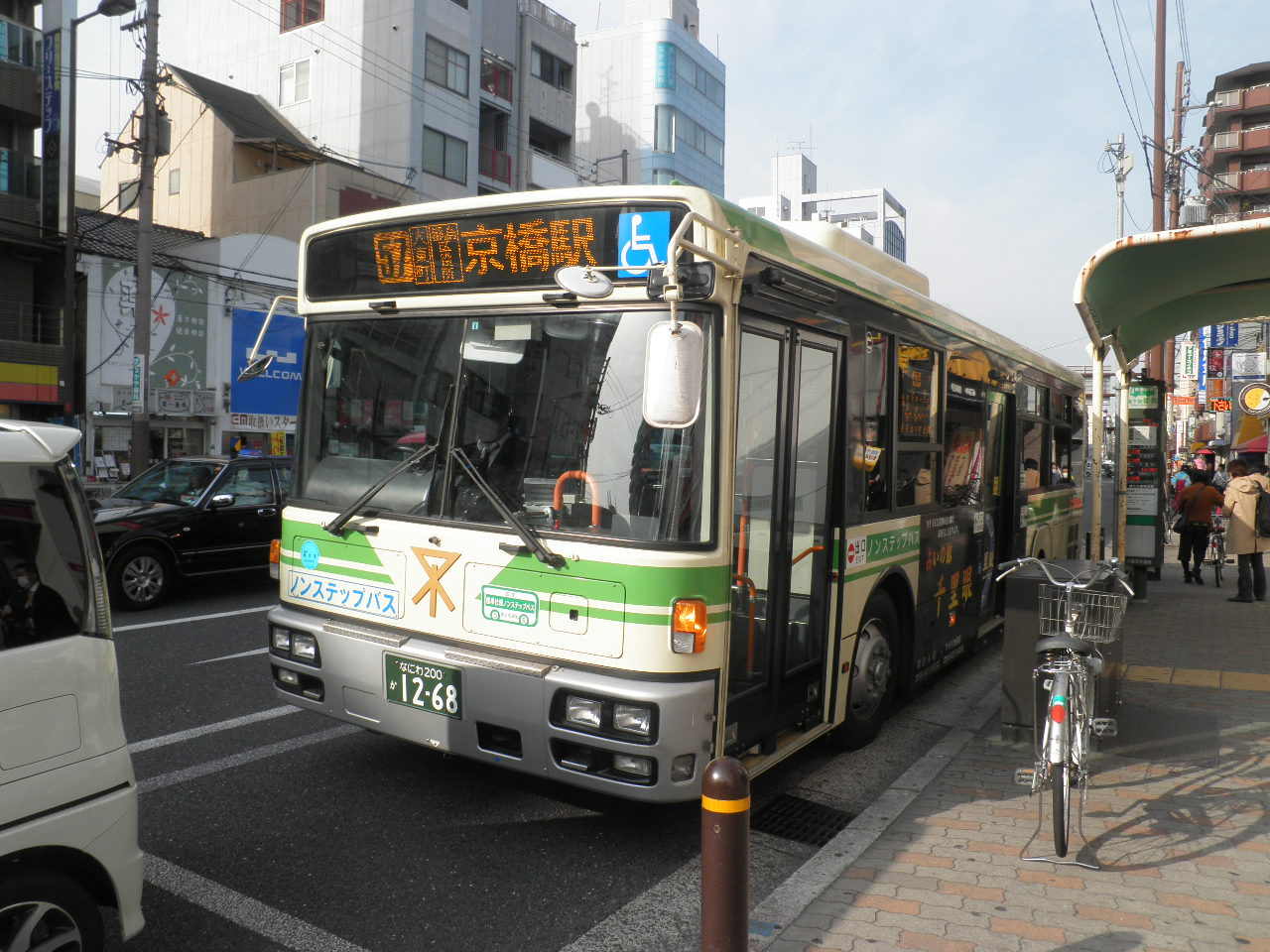
地下鉄都島バス停

最寄り停留所は「地下鉄都島」となる。以下の路線が乗り入れ、大阪シティバスにより運行されている。2013年4月1日から2014年3月31日までは都島区バス（毛馬中央公園方面、総合医療センター前方面）も走っていた。
なお、当駅から徒歩すぐの大阪市立総合医療センターにはバスターミナルがある。
1998年10月の調査結果では、地下鉄都島停留所の1日の乗車人員（平日）は3,995人である。これは大阪市営バス（当時）の停留所中、5位である。
| のりば | 系統 | 行先                  | 担当         | 備考                                             |
| ------ | ---- | --------------------- | ------------ | ------------------------------------------------ |
| 2 ↓ 1  | 10   | 天満橋                | 守口・井高野 | 2のりば→1のりばの順に停車                        |
| 2 ↓ 1  | 57   | 京橋駅前              | 中津         | 2のりば→1のりばの順に停車                        |
| 2      | 83   | 大阪駅前              | 井高野       |                                                  |
| 3      | 10   | 守口車庫前            | 守口・井高野 |                                                  |
| 3      | 57   | 毛馬中央公園          | 中津         |                                                  |
| 3      | 83   | 花博記念公園北口      | 井高野       |                                                  |
| 4      | 45   | 総合医療センター前    | 守口         |                                                  |
| 5      | 45   | 花博記念公園北口/諸口 | 守口         | 花博記念公園北口行きは83号系統とは経由地が異なる |

## 隣の駅
大阪市高速電気軌道（Osaka Metro）
 谷町線
野江内代駅 (T16) - 都島駅 (T17) - 天神橋筋六丁目駅 (T18)
- () 内は駅番号を示す。

### 記事本文